# Ouled Sabor
Ouled Sabor è un comune dell'Algeria, situato nella provincia di Sétif.